# Аддикс, Йоханнес
Йоханнес Германюс Аддикс (нидерл. Johannes Hermanus Addicks, 4 января 1902, Амстердам — 8 марта 1961, Ренкюм) — нидерландский шахматист.
В составе сборной Нидерландов участник шахматной олимпиады. Участник ряда международных соревнований, проводившихся на территории Нидерландов.
В 1925 г. в сеансе одновременной игры победил будущего чемпиона мира А. А. Алехина.
Представитель известной амстердамской семьи часовых мастеров.

## Личная жизнь
Йоханнес родился в январе 1902 года в Амстердаме. Отец — Флорис Казимир Аддикс, мать — Алида Кристина Виссер, оба родителя были родом Амстердама. Помимо него, в семье было ещё двое детей: сын Флорис Казимир и дочь Йоханна. Их дед по линии отца Йоханнес Германюс был городским часовщиком, руководителем городской башни и основателем ассоциации часовщиков в Амстердаме.

## Спортивные результаты
| Год  | Город     | Соревнование                                            | + | − | = | Результат | Место |
| ---- | --------- | ------------------------------------------------------- | - | - | - | --------- | ----- |
| 1921 | Амстердам | Турнир голландских шахматистов                          |   |   |   |           |       |
| 1923 | Амстердам | Международный турнир                                    |   |   |   |           | [ 3 ] |
| 1925 | Утрехт    | Матч сборная Утрехта — ШК ASC (против Й. ван ден Босха) | 0 | 0 | 1 | ½ из 1    |       |
| 1927 | Амстердам | Матч ASC — VAS (против П. ван Хорна)                    | 0 | 0 | 1 | ½ из 1    |       |
| 1930 | Амстердам | Международный турнир                                    | 0 | 2 | 3 | 1½ из 5   | 5—6   |
| 1931 | Прага     | IV Олимпиада (сборная Нидерландов, 4-я доска)           |   |   |   | [ 5 ]     |       |